# Cartabó

Cartabó

Un cartabó és un instrument en forma de triangle rectangle isòsceles que s'utilitza en fusteria, construcció, cartografia i dibuix tècnic.
És un tipus particular d'escaire. Els cartabons poden ser de diferents grandàries i colors o tenir bisells en els cantells que els permetin ser utilitzats amb retoladors tècnics. Estrictament no haurien de dur escala gràfica al no ser eines de mesurament, però alguns fabricants els produïxen amb una escala gràfica que els permet ser utilitzats com a instrument de mesurament. Posseïx un angle de 90° i dos de 45°. Sol emprar-se, al costat d'un escaire o d'un regle per a traçar línies paral·leles i perpendiculars. Pot estar fet de diversos materials, encara que el més comú és el plàstic transparent.

## Evolució i actualitat
Tradicionalment la manufactura dels cartabons es feia de fusta. En l'actualitat, els progressos assolits per la indústria del plàstic i els mètodes moderns de fabricació, permeten fer cartabons lleugers a un cost reduït i amb transportador d'angles en el seu interior en ser transparents. D'aquesta forma, els preus han baixat fins al límit que fa possible la utilització d'aquests instruments pels estudiants de dibuix.

## Ús del cartabó
Donada la forma del cartabó, té un ús immediat per al traçat de rectes perpendiculars i inclinades a 45°. Aquestes inclinacions s'usen en la perspectiva cavallera. Per això, cal col·locar un regle inclinat a 45° que serveix de referència per recolzar el cartabó sobre el costat adequat segons la inclinació de la línia que es vulgui traçar.
Les línies de fuga de la perspectiva cavallera es tracen perpendicularment al regle. Si sobre els eixos col·loquem les coordenades d'un punt, dibuixant les paral·leles corresponents als eixos, situem un punt en l'espai, segons la perspectiva cavallera.
|  |  |
|  |  |

De la mateixa manera podem traçar la perspectiva militar amb els eixos horitzontals a 45°. Col·locant un regle horitzontal, podem traçar l'eix vertical i els dos del pla horitzontal a 45°; situant les coordenades en els eixos corresponents, tenim el seu traçat segons la perspectiva militar.
|  |  |
|  |  |